# Дворец правительства Монголии
Дворец правительства Монголии (монг. Засгийн газрын ордон) расположен в северной стороне площади Сухэ-Батора в центре столицы страны, Улан-Батора. В нём размещаются Великий государственный хурал, а также президентские офисы. В среде уланбаторцев иносказательно называется Серым дворцом (монг. Саарал ордон).

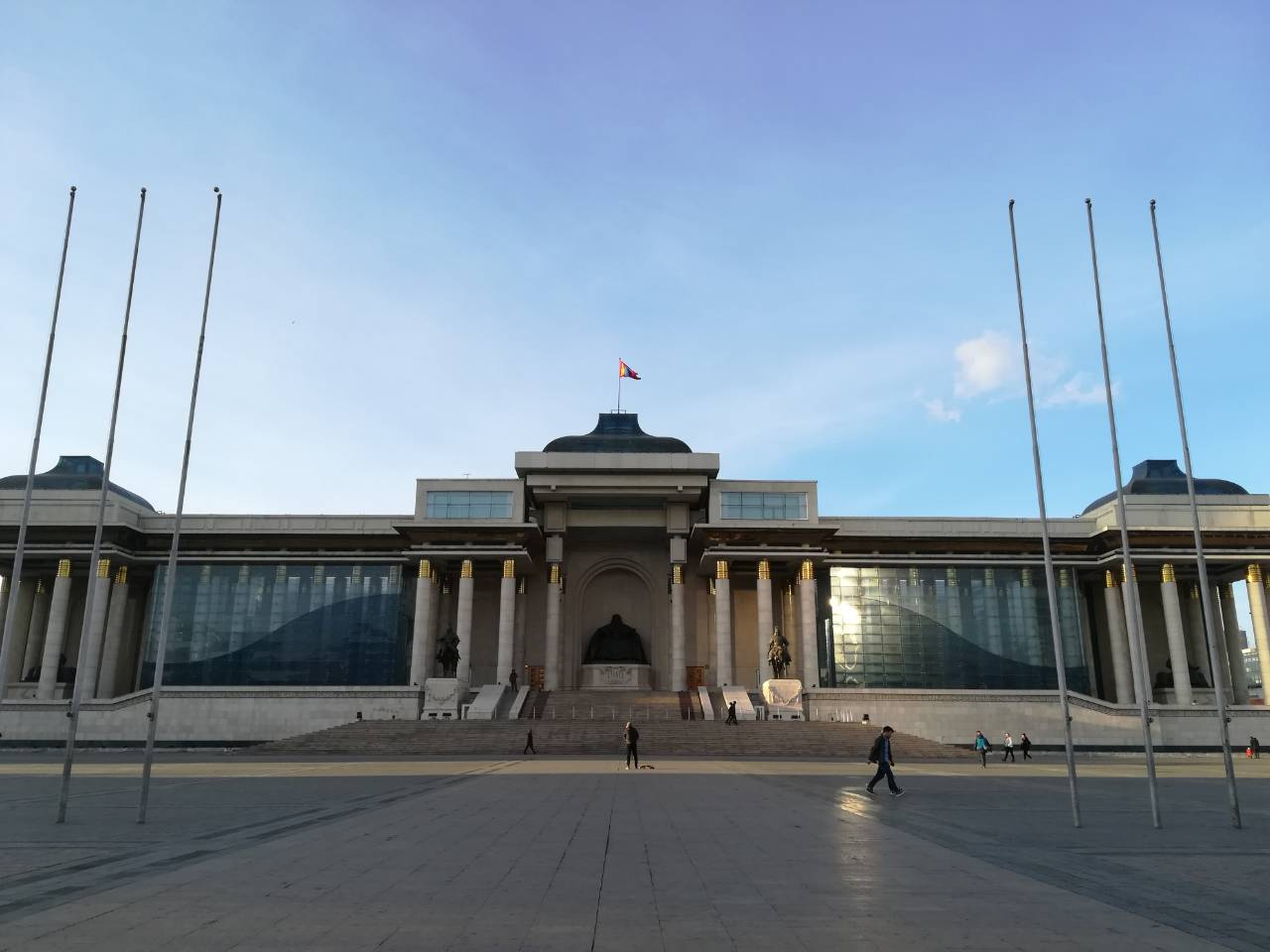
Фасад Дворца правительства. Памятник Чингисхану и двум его нукерам

## История

Главный вход во дворец (северная сторона)

Во времена старой Урги место, где ныне располагаются площадь и дворец, было занято монастырём Их-Хурэ, центральным архитектурным комплексом города. Их-Хурэ, административно-религиозный центр Внешней Монголии, было знаменито высоким уровнем монастырского образования, десятью буддийскими училищами, красочными религиозными праздниками. Комплекс, изначально известный как Дзун-Хурэ (Восточный монастырь), составил основную и старейшую часть будущего Улан-Батора. В монастыре имелась большая открытая площадь, окруженная со всех сторон храмами, резиденциями знати и духовенства, а также рынком Баруун-Дамнуурчина.
После народной революции 1921 года эту территорию очистили от мусора, и в 1926 году на ней был построен т. н. Зелёный театр.
В 1951 году, после сноса Зелёного театра, по распоряжению Чойбалсана началось сооружение правительственного дворца. В 2005—2006 годах, в ходе реконструкции площади, был демонтирован мавзолей Сухэ-Батора, и к дворцу была пристроена колоннада, в которой расположились статуи Чингисхана, двух его ближайших нукеров — Мухали и Боорчу, а также двух великих ханов Монгольской империи — Угедея и Хубилая. В 2012 году в здании дворца открылся Музей монгольской государственности.